# 德州汽车摩托车专修学院
德州汽车摩托车专修学院，即德州交通职业中等专业学校，是中国山东省德州市的一所中等职业学校。位于德州市德城区。学校成立于1986年，是中国国家级重点职业院校。2023年搬迁入德州高铁片区新校区，筹建德州理工职业学院。